# Unter der Altenburg 7 (Quedlinburg)

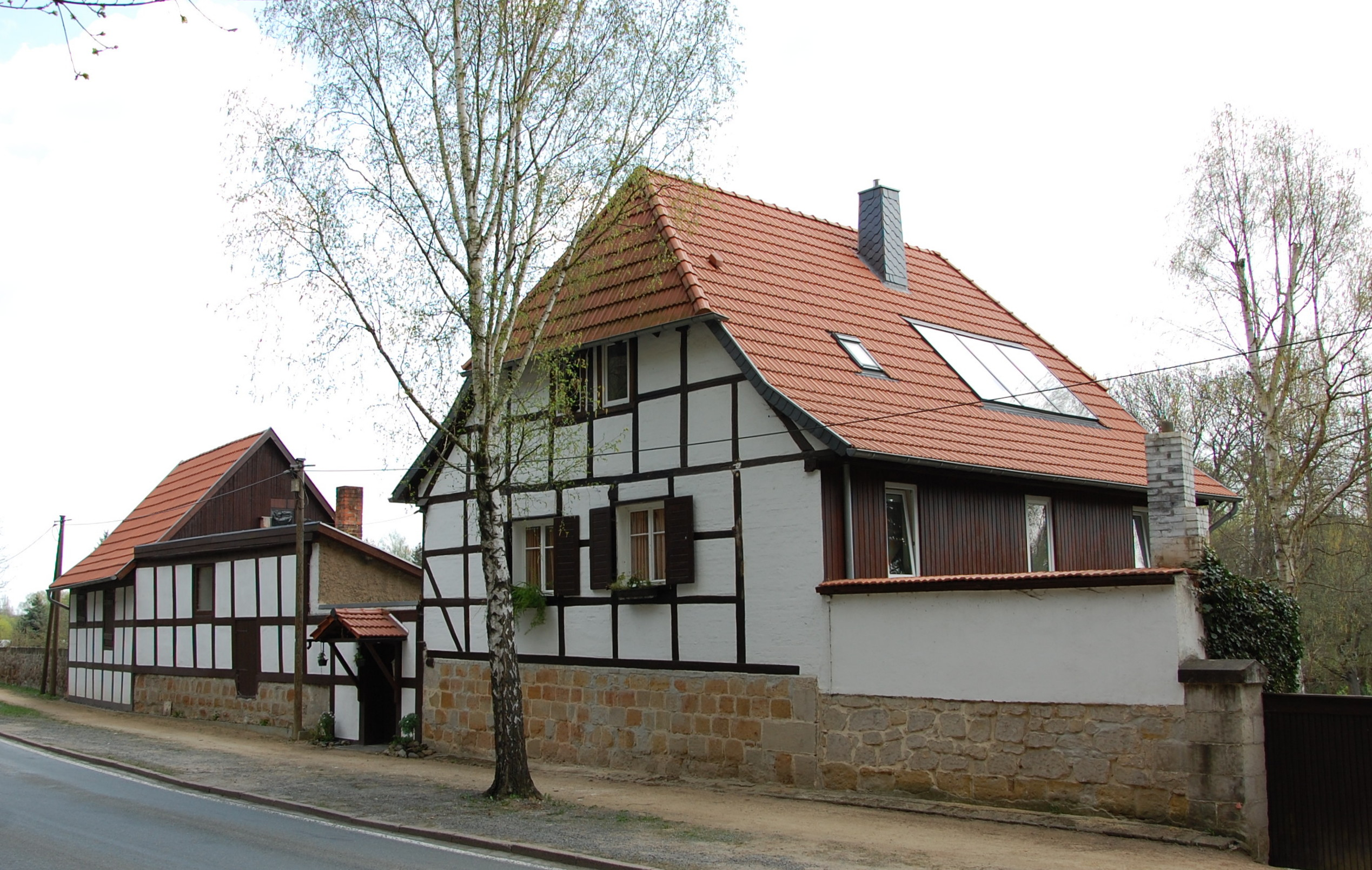
Haus Unter der Altenburg 7

Das Haus Unter der Altenburg 7 ist ein denkmalgeschütztes Gebäude in Quedlinburg in Sachsen-Anhalt. 

## Lage
Es ist im Quedlinburger Denkmalverzeichnis als Bauernhof eingetragen und befindet sich außerhalb, südwestlich der Stadt Quedlinburg, südlich eines Waldgebiets.

## Architektur und Geschichte
Das Wohnhaus des Gehöfts wurde bereits im 17. Jahrhundert errichtet und ist mit seinem Nordgiebel zur Straße hin ausgerichtet. Es entstand in Fachwerkbauweise mit vorkragendem oberen Geschoss. Die Stockschwelle ist profiliert und mit Pyramidenbalkenköpfen verziert. Bedeckt ist das Gebäude mit einem Krüppelwalmdach.
Östlich des Wohnhauses befindet sich ein gleichfalls als Fachwerkbau errichteter, mit der Traufe zur Straße ausgerichteter Stall.